# Jueves lardero
El Jueves lardero o Jueves gordo es una tradición cristiana en algunos países que marca el último jueves antes de la Cuaresma y está asociado con la celebración del carnaval, muchas veces marcando el comienzo de este mismo.
Debido a que la Cuaresma es un tiempo de ayuno, los días previos al Miércoles de Ceniza brindan la última oportunidad para festejar hasta la Pascua de Resurrección.
Tradicionalmente es un día dedicado a la comida, cuando las personas se reúnen en sus casas o cafés con sus amigos y familiares y comen grandes cantidades de dulces, pasteles y otras comidas que normalmente no se comen durante la Cuaresma. Entre los platos nacionales más populares que se sirven ese día se encuentran los pączki en Polonia.

## Etimología
En español, el origen de la palabra lardero deriva del latín lardarius, que significa tocinero. Forman parte de su familia semántica el verbo lardear, untar en grasa, y el sustantivo lardo, grasa o tocino. En catalán se conoce como dijous gras (en español, jueves graso) haciendo alusión al mismo concepto.

## Celebración por países

### Polonia
En Polonia, el jueves gordo se llama tłusty czwartek. La gente compra sus pasteles favoritos en sus panaderías locales. Los alimentos tradicionales incluyen pączki (rosquillas), que son grandes trozos de masa de levadura fritos, tradicionalmente rellenos con mermelada de frutas o mermelada de pétalos de rosa (aunque a menudo se usan otros) y cubiertos con azúcar en polvo, glaseado o glaseado Las alas de ángel (faworki o chruściki) también se consumen comúnmente en este día.

### España

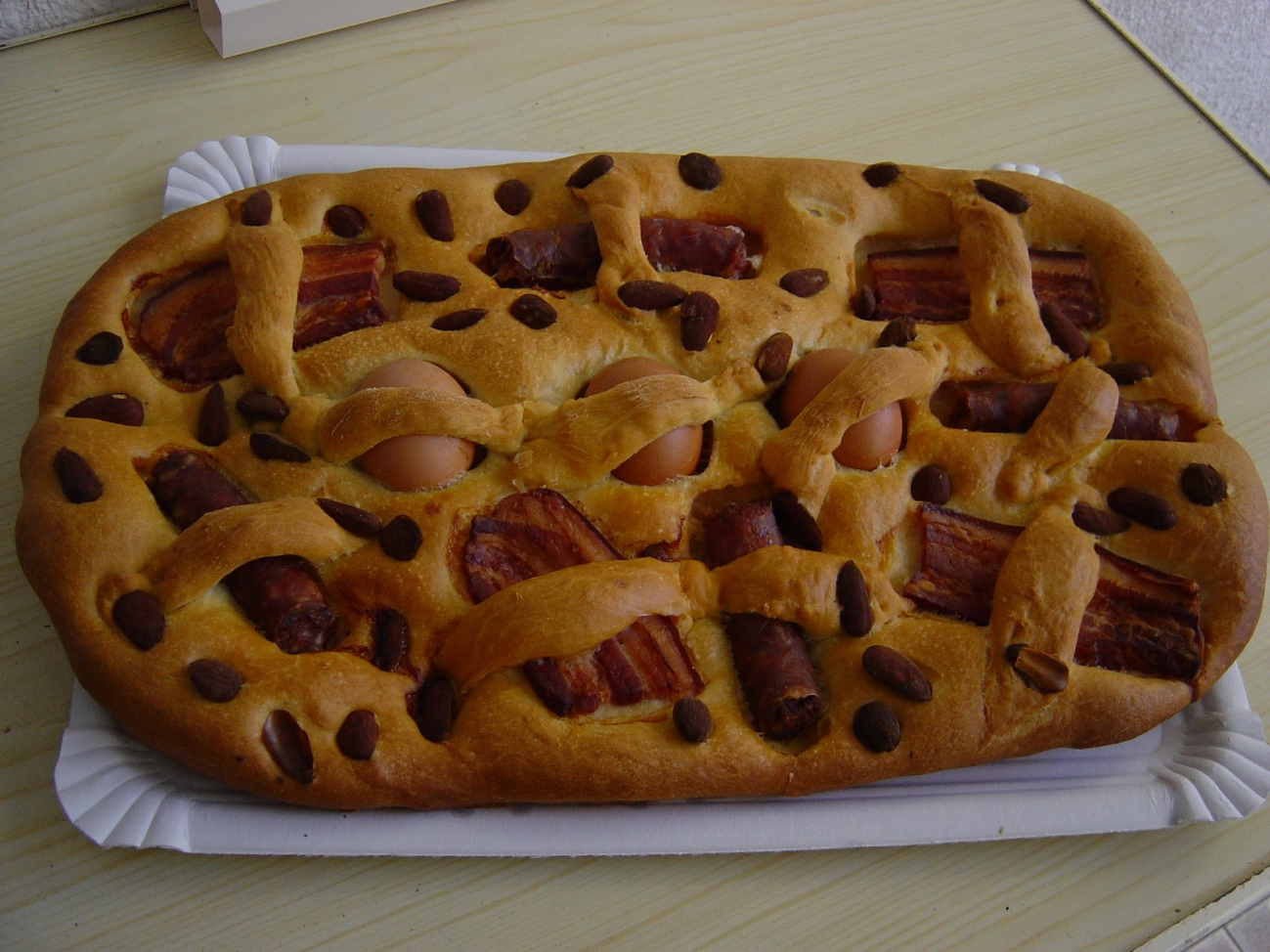
Típico hornazo de Casas de Vés, con sus longanizas, virilla (panceta), huevos y sobre todo las almendras.

La costumbre más generalizada en España es merendar carne de cerdo acompañada de pan y huevo o tortilla. También es tradición hacerlo en el campo y con amigos o en familia.
Hay diferencias dependiendo del lugar de celebración:
En Andalucía el jueves lardero también se conoce como jueves gordo o día de las merendicas.
En Aragón el carnaval comienza con la celebración del jueves lardero. Existe un refrán que dice: «Jueves lardero, longaniza en el puchero». En otras zonas de Aragón es típico comer «el palmo», un trozo generoso de longaniza. En el Bajo Aragón se le conoce como choricer o choricé y es típico ir al monte a comer chorizo y choriceta (blanca), también conocida como longaniza de Pascua. En la localidad de Alcañiz la tradición se remonta a la Edad Media.
En Asturias el carnaval comienza con la celebración del Jueves de Comadres. En muchas localidades las mujeres abandonan ese día las tareas de casa y salen a celebrar por separado su merienda con empanadas, pasteles, canciones y bebida.[cita requerida]
En Castilla-La Mancha a este día también se le conoce como día de la Mona y es una de las fiestas más importantes de Albacete, tras la Feria y la noche de San Juan.
En Castilla y León la celebración se le conoce también como jueves merendero o jueves de todos en algunas zonas. En Soria por ejemplo, se le conoce como "Jueves Lardero, pan, chorizo y huevo".

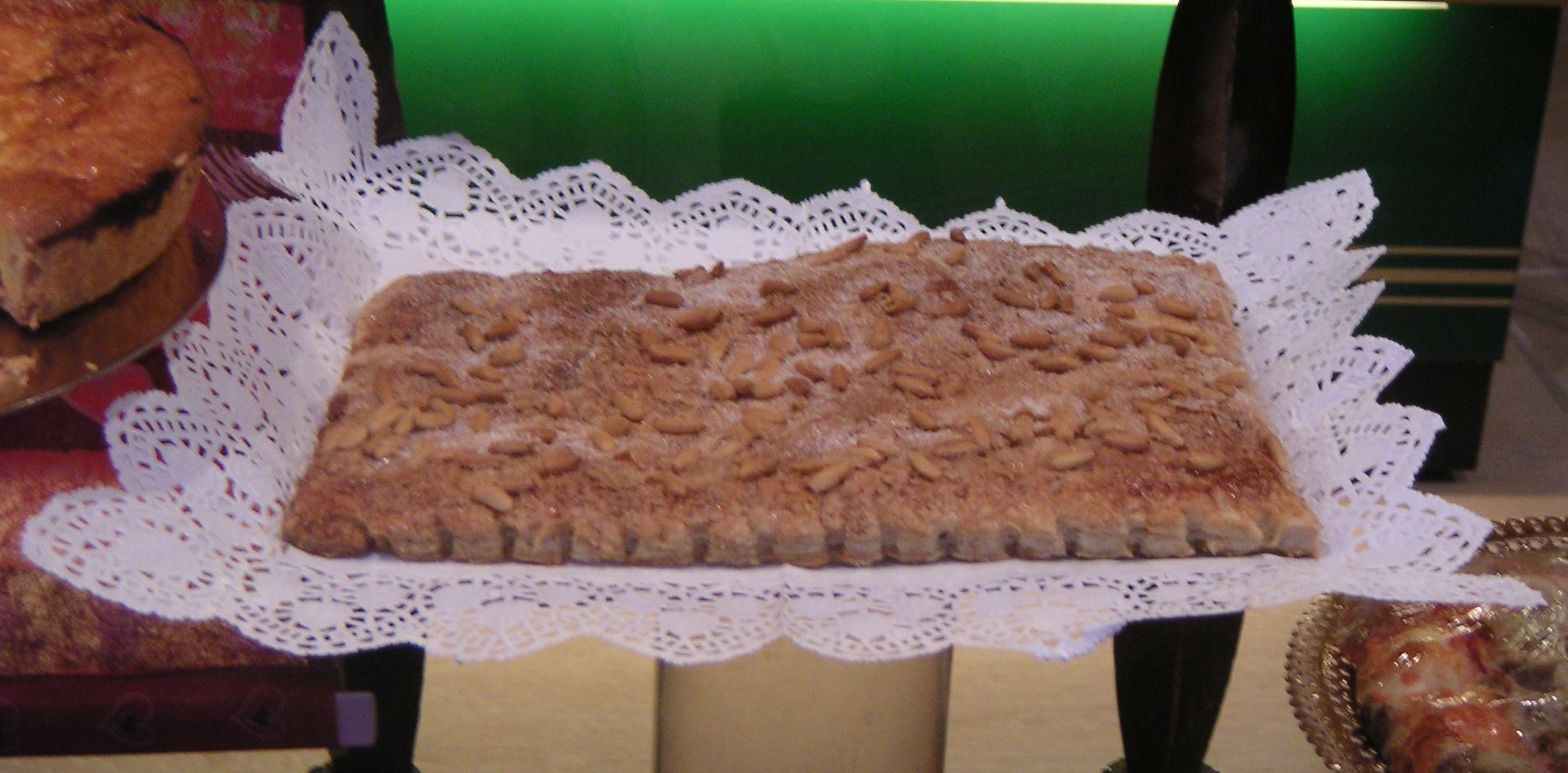
Coca de llardons

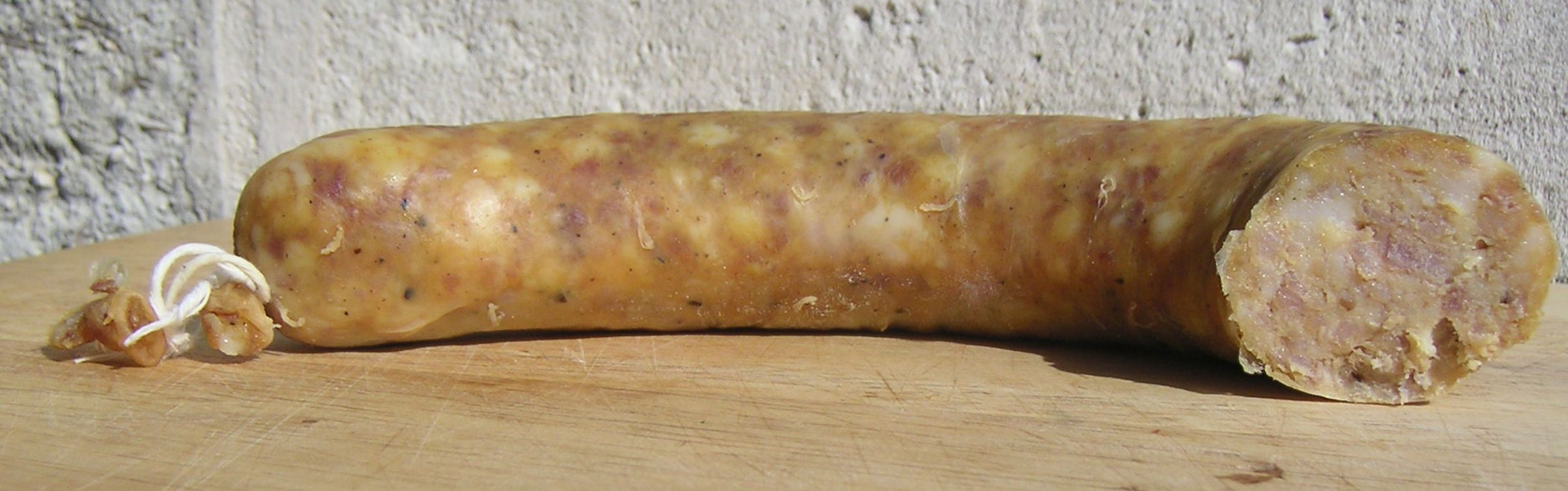
Butifarra de huevo, típica de Carnaval en Cataluña.

En Cataluña es sobre todo una fiesta familiar y popular. En los pueblos y barrios de las ciudades se suelen hacer celebraciones populares con baile y orquesta en vivo, además de butifarradas. Este día, llamado dijous llarder o dijous gras (jueves gordo), es tradicional comer butifarras, de las cuales la de Carnaval propiamente dicha es la de huevo, así como tortilla de butifarra y coca de llardons. En general, los huevos, los chicharrones (llardons) y los platos a base de estos son muy típicos. Es frecuente quedar entre amigos para una comida o cena informal a la que cada uno trae una tortilla o una coca, o incluso llevarlas al trabajo. Los niños más pequeños suelen hacer una excursión a la que se llevan un bocadillo de tortilla. En Villanueva y Geltrú se celebra la Merengada, donde se comen y tiran kilos de merengue y se celebran cenas con el tradicional xató de la villa. En la Costa Brava, el jueves lardero dijous gras es el día para los más pequeños: hacen una fiesta en la escuela con baile y música, el desfile de carnaval y de abril y una fiesta con dulces.
Entre otras poblaciones de la Comunidad de Madrid, Mejorada del Campo, Velilla de San Antonio y Fuentidueña de Tajo celebran el jueves lardero, más conocido en estas dos últimas ciudades como Día de la Tortilla.
En La Rioja existe la tradición de comer algunos platos típicos y productos de la tierra como el tocino y la manteca de cerdo. El chorizo, junto con el huevo, son dos de los ingredientes fundamentales; se come en pan amasado y cocido con huevos y chorizo en su interior. En Santurde de Rioja y en Santurdejo los jóvenes del pueblo hacen un muñeco de paja, el Judas, y recorren el pueblo cantando canciones propias del día y pidiendo por las casas huevos, chorizo o dinero. Por la tarde, lo queman en la plaza y con lo recaudado celebran una merienda.

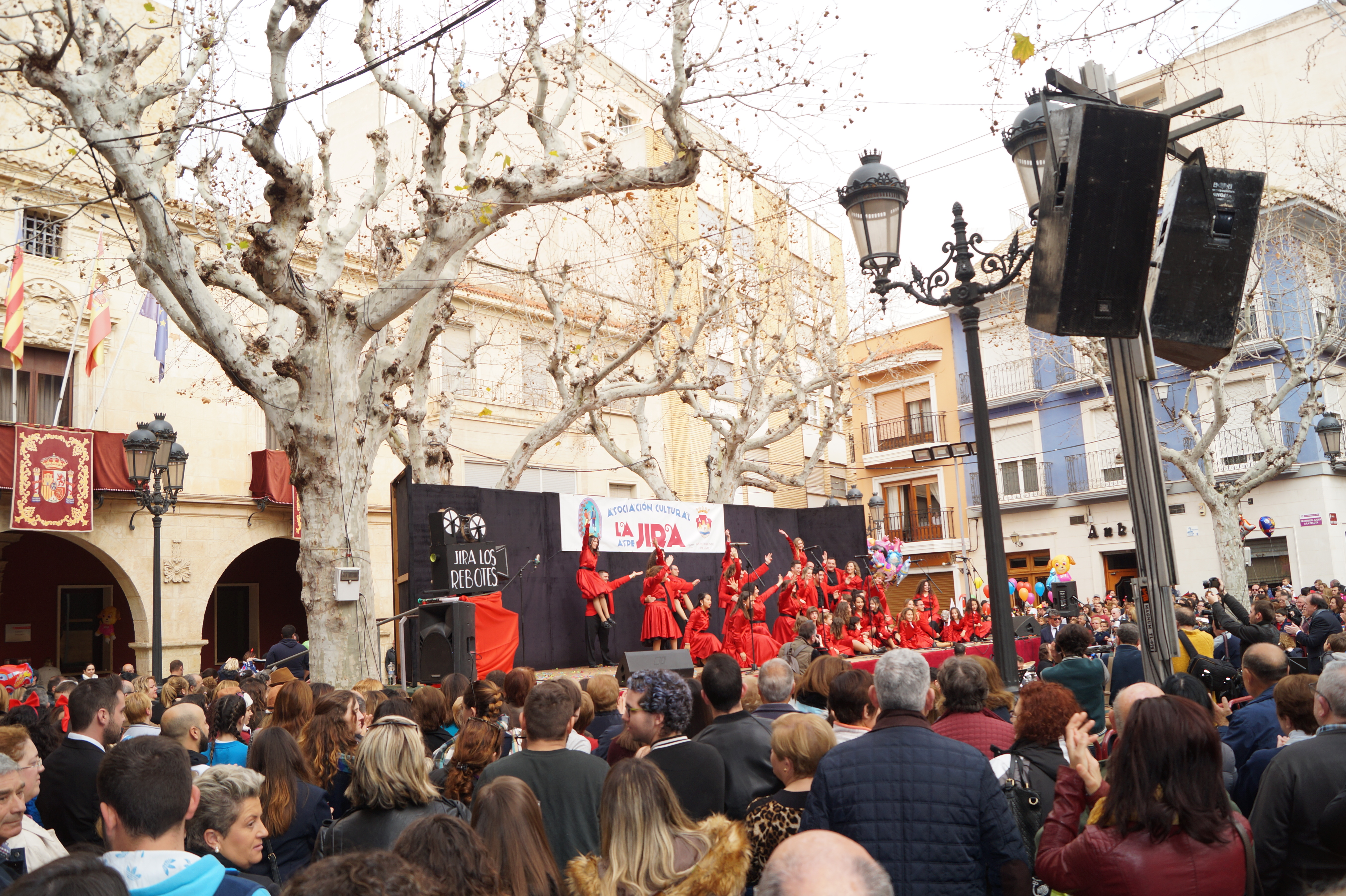
Actuación de una "Jira" en la fiesta de El Último Jueves de Aspe

En la Comunidad Valenciana la traición se le conoce como Dijous de Berenar en valenciano y es tradicional de algunos pueblos como Sagunto. Entre las comidas tradicionales es la conocida pataqueta: es como un bocadillo pero que se le ha hecho un pellizco en la mitad haciendo así una forma de media luna, y se rellena de tortilla de habas, de tortilla de ajos tiernos, esgarraet o fiambres. Especial es el caso de Aspe, que celebra la llamada fiesta de «El Último Jueves», conocida también por «La Jira», en la que numerosos grupos, denominados «Jiras», desfilan mostrando atuendos variados y originales marcados por una temática que las identifica. Al llegar a la Plaza Mayor tiene lugar el concurso en el que cada jira, distribuidas en las categorías de infantil, juvenil y absoluta, realiza una actuación sobre el escenario interpretando una canción popular con letra original. Cuando finalizan las actuaciones, y tras un nuevo desfile, las jiras marchan a comer al campo para degustar arroz con conejo y caracoles, acompañado de torrijas y mistela. El sábado, conocido como «Sábado de Sobras», tiene lugar un nuevo desfile que finaliza con la entrega de premios. Esta fiesta está declarada de Interés Turístico Provincial.

### Alemania
En Alemania se le denomina Weiberfastnacht, y es una fiesta no oficial en Renania. En la mayoría de los lugares el trabajo termina antes del mediodía. Las celebraciones comienzan a las 11:11 a. m. en Alemania. La gente se disfraza y celebra en los pubs y en las calles. El Beueler Weiberfastnacht se celebra tradicionalmente en el distrito de Beuel en Bonn. La tradición específica de mujeres del jueves lardero datan aproximadamente de 1824, cuando las mujeres locales formaron por primera vez su propio "comité de carnaval". La toma simbólica del ayuntamiento de Beuel se retransmite en directo por televisión. En muchas ciudades del estado de Renania del Norte-Westfalia, se ha convertido en tradición una "toma de posesión" ritual de los ayuntamientos por parte de las mujeres locales. Entre otras costumbres establecidas, ese día las mujeres cortan los lazos de los hombres, que son vistos como un símbolo del estatus. Los hombres usan los nudos de sus corbatas y reciben un Bützchen (pequeño beso) como compensación.

### Italia
Giovedì grasso es como se conoce la celebración en Italia, guardando mucha similitud con el martedì grasso (Martes de Carnaval). En Venecia a principios del siglo XX, por ejemplo, estuvo marcado por "mascaradas, una batalla de flores en la Plaza, una iluminación general y la apertura de la lotería". La escritora inglesa Marie Corelli mencionó a giovedì grasso (como "Giovedi Grasso") en su segunda novela, Vendetta (1886), como un día en el que "las bromas, el baile, los chillidos y los gritos estarían en su apogeo".